# Sbordoniola
Sbordoniola es un género de escarabajos de la familia Leiodidae.

## Especies
Se reconocen las siguientes:
- Sbordoniola ciliata
- Sbordoniola elburzensis
- Sbordoniola gianassoi
- Sbordoniola ircanica
- Sbordoniola mazanderanica
- Sbordoniola persica
- Sbordoniola sudcaspica